# Куклов
Куклов (слч. Kuklov) насељено је мјесто са административним статусом сеоске општине (слч. obec) у округу Сењица, у Трнавском крају, Словачка Република.

## Становништво
| Година:    | 1994. | 2004.   | 2014.   | 2024.   |
| ---------- | ----- | ------- | ------- | ------- |
| Број људи: | 755   | 790     | 795     | 753     |
| Разлика:   |       | +4,63 % | +0,63 % | -5,28 % |

| Година:    | 2023. | 2024.   |
| ---------- | ----- | ------- |
| Број људи: | 766   | 753     |
| Разлика:   |       | -1,69 % |

Према подацима о броју становника из 2024. године насеље је имало 753 становника.